# Morpho oegyptus
Morpho oegyptus är en fjärilsart som beskrevs av Deyrolle. Morpho oegyptus ingår i släktet Morpho och familjen praktfjärilar. Inga underarter finns listade i Catalogue of Life.